# Köveskál
Köveskál es un pueblo ubicado en el distrito de Tapolca, en el condado de Veszprém, Hungría.

## Superficie
Posee una superficie de 14,49 kilómetros cuadrados.

## Demografía
Hasta 2019 la población era de 321 habitantes, con una densidad de población de 22,15 habitantes por kilómetro cuadrado.